# Sewellia diardi
Sewellia diardi är en fiskart som beskrevs av Roberts, 1998. Sewellia diardi ingår i släktet Sewellia och familjen grönlingsfiskar. IUCN kategoriserar arten globalt som otillräckligt studerad. Inga underarter finns listade i Catalogue of Life.